# 朱法臣
朱法臣（1949年8月—2011年6月23日），山东省博平县肖庄乡郝庄村人。中国军事人物。
毕业于第二炮兵指挥学院后勤指挥专业毕业。2000年，任第二炮兵后勤部副部长，2003年任第二炮兵后勤部部长。2009年12月退役。2011年去世。